# Stiftelsen Viktor Rydbergs skolor

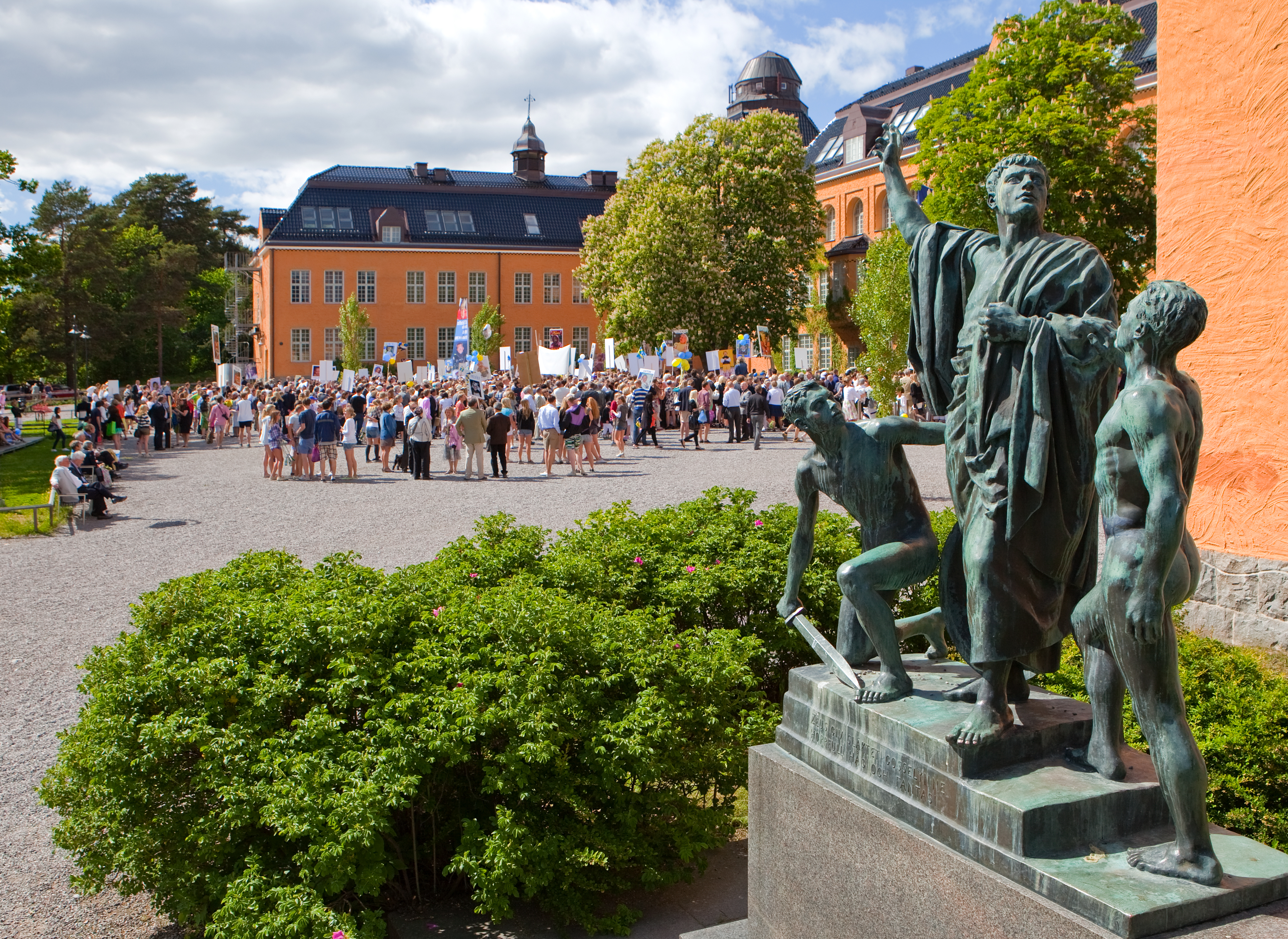
Stundande studentexamen vid Viktor Rydbergs gymnasium Djursholm, juni 2010.

Stiftelsen Viktor Rydbergs skolor är en icke vinstdrivande och fristående skolstiftelse som grundades 1994 av Louise Ankarcrona och Louise Westerberg. 
Skolorna har läsåret 2023/2024 sammanlagt omkring 4050 elever. Stiftelsen har sitt namn efter Viktor Rydberg, som varit inspektor för Djursholms samskola.

## Historia
Den första skolan som etablerades var Viktor Rydberg gymnasium Djursholm, i Djursholm (VRGD). Från början inhystes verksamheten i en flygel till Djursholms samskola, och senare byggdes en separat skolbyggnad. Ytterligare två gymnasier startades därefter; den ena i Vasastan invid Odenplan (VRGO) 1998 och den andra (VRGJ) vid Jarlaplan i Stockholms innerstad 2003, hösten 2019 öppnade den fjärde gymnasieskolan (VRGS) i Sundbyberg. Campus Viktor Rydberg, fd. VRG Jarlaplan och fd. VRG Odenplan, bildade till terminsstart 2023 ett gemensamt campus som består av två byggnader intill Odenplan. Samtliga utbildningar på Stiftelsen Viktor Rydberg skolors gymnasium är högskoleförberedande, och följande program med totalt 10 olika inriktningar erbjuds: Naturprogrammet, Ekonomiprogrammet, Estetiska programmet och Samhällsvetenskapsprogrammet. Sedan 2004 har tre grundskolor startats (VRSD, VRSV, VRSS) och hösten 2021 startade Stiftelsen ytterligare en grundskola (VRSN, åk F-6) i Fisksätra, Nacka  Viktor Rydbergs skola Vasastan flyttade under sommaren 2023 till en vacker skolbyggnad vid Jarlaplan. I samband med flytten bytte skolan namn till Viktor Rydbergs skola Jarlaplan (VRSJ).

## Stiftelsens skolor[5]
- Viktor Rydberg gymnasium Djursholm (VRGD), verksamhetsstart 1994
- Campus Viktor Rydberg gymnasium (VRGC), verksamhetsstart 1998 (VRGO) och 2003 (VRGJ), tidigare Viktor Rydberg gymnasium Odenplan (VRGO) och Viktor Rydberg gymnasium Jarlaplan (VRGJ)
- Viktor Rydbergs samskola Djursholm (VRSD), verksamhetsstart 2004
- Viktor Rydbergs skola Jarlaplan (VRSJ), verksamhetsstart 2014, tidigare Viktor Rydbergs skola Vasastan (VRSV)
- Viktor Rydberg skola Sundbyberg (VRSS), verksamhetsstart 2017
- Viktor Rydberg gymnasium Sundbyberg (VRGS), verksamhetsstart 2019
- Viktor Rydbergs skola Nacka (VRSN), verksamhetsstart 2021